# Zubby Michael
Zubby Azubuike Michael Egwu, conocido profesionalmente como Zubby Michael es un actor y productor  de cine nigeriano. Es conocido por sus personajes en Three Windows, Royal Storm y Professional Lady. Debutó en la película Missing Rib.

## Biografía
Zubby nació en el área de gobierno local de Ekwusigo, estado de Anambra, el 1 de febrero de 1985, pero creció en Adamawa, donde completó su educación primaria. Asistió a la Universidad Nnamdi Azikiwe.
Debutó en la película titulada Missing Rib, pero ganó popularidad por su actuación en Las tres ventanas.

## Filmografía seleccionada
| Año  | Película                          | Personaje               | Notas                                                               |
| ---- | --------------------------------- | ----------------------- | ------------------------------------------------------------------- |
| 2020 | Omo Ghetto: The Saga              | Azaman                  | [ 9 ]                                                               |
|      | Identical Twins                   |                         |                                                                     |
|      | Bad Omen                          |                         |                                                                     |
|      | Burial Battle                     |                         |                                                                     |
|      | Audio Money                       |                         |                                                                     |
|      | Egg of love                       |                         |                                                                     |
| 2019 | The Return of Dangote             |                         |                                                                     |
| 2019 | Our Father's Property             | Ebuka                   |                                                                     |
| 2019 | Dying of Thirst                   | Uzor                    |                                                                     |
| 2019 | Blood Feud                        | Reuben                  |                                                                     |
| 2019 | Children obey your parents        | Azubuike                |                                                                     |
| 2019 | Hunchback Princess                | Ugo                     |                                                                     |
| 2019 | Seed of Greatness                 | Agumba                  |                                                                     |
| 2019 | A Thousand War                    | Obidi                   |                                                                     |
| 2019 | G4 The Money Men                  | Obinwanne               |                                                                     |
| 2019 | Flashback                         | Chris                   | Junto a Rachael Okonkwo                                             |
| 2019 | Seed of Deception                 | Chima                   |                                                                     |
| 2019 | Enemy of Progress                 | Uzondu                  |                                                                     |
| 2019 | Shameless Sisters                 |                         |                                                                     |
| 2019 | Yahoo King                        | Rey Ezego               |                                                                     |
| 2019 | Boy Makes Money                   | Uzodimma                |                                                                     |
| 2019 | Son of No Man                     | Nnanna                  |                                                                     |
| 2019 | The Return of Eze Ndi Ala         | Eze                     | Junto a Ken Erics y Rachael Okonkwo                                 |
| 2019 | Afraid to Fall                    | James                   |                                                                     |
|      | Pains of the Orphan               | Príncipe Chimaobi       |                                                                     |
| 2018 | Throne of Terror                  |                         |                                                                     |
| 2018 | Sound of Calamity                 | Príncipe Irudike        |                                                                     |
| 2018 | Lack of Money                     | Joshua                  |                                                                     |
| 2018 | Hunted Bride                      | Príncipe Ahamefula      | Junto a Eve Esin                                                    |
| 2018 | Omenka                            | Príncipe Obieze Nnoruka | Junto a Queen Nwokoye                                               |
| 2018 | Yahoo Shrine                      | Jide                    |                                                                     |
| 2018 | Bastard Money                     | Lazarus                 |                                                                     |
| 2018 | Made in South                     | Edozie                  |                                                                     |
| 2018 | Anayo China                       | Anayo                   |                                                                     |
| 2018 | Wasted Authority                  | Collins                 | Junto a Ngozi Ezeonu                                                |
| 2018 | Youngest Wife                     | Festus                  |                                                                     |
| 2018 | The one man squad                 | Victor                  |                                                                     |
| 2018 | Mama                              |                         | Junto a Liz Benson                                                  |
| 2017 | Eze Ndi Ala in America            | Eze                     | Junto a Ken Erics y Rachael Okonkwo                                 |
| 2017 | The King of Vulture (Eze K'udene) |                         |                                                                     |
| 2017 | Mr Arrogant                       | Arinze                  |                                                                     |
| 2017 | The Return                        | Igwe Ufuma              | Junto a Chacha Eke                                                  |
| 2017 | War for love                      | Dennis                  | Junto a Rachael Okonkwo                                             |
| 2017 | Ozoemena Ozubulu                  | Ozoemena                |                                                                     |
| 2017 | Adaure, My love                   | Izunna                  | Junto a Rachael Okonkwo                                             |
| 2017 | Sword of Justice                  | Prince Ogugua           | Junto a Ken Erics, Ngozi Ezeonu                                     |
| 2016 | Family Matters (Akara Ayasago)    | Tony                    | Junto a Ebere Okaro                                                 |
| 2015 | 1st Hit                           | Gallardo                | Junto a Nonso Diobi y Mayor Ofoegbu                                 |
| 2015 | The Promise                       | Izu                     | Junto a Chacha Eke                                                  |
| 2015 | Abba                              | Chibueze                | Junto a Queen Nwokoye                                               |
| 2015 | Okada 50                          | Okada 50                | Junto a Ebere Okaro                                                 |
| 2015 | Compound fools                    | Ossai                   | Junto a Kenneth Okonkwo, Yul Edochie Queen Nwokoye y Funke Akindele |
| 2015 | My love, my mother's wish         | Ikechukwu               | Junto a Rachael Okonkwo                                             |
| 2015 | Settle Me                         | Agozie                  | Junto a Ken Erics y Ngozi Ezeonu                                    |
|      | The Struggle                      | Alfred                  | Junto a Kelvin Books Ikeduba                                        |

## Premios y nominaciones
| Año  | Premiación | Categoría                                     | Resultado |
| ---- | --- | --------------------------------------------- | --------- |
| 2019 | City People Movie Awards | Mejor actor del año (Igbo)                    | Nom       |
| 2019 | City People Movie Awards | Mejor actor del año (Inglés)                  | Nom       |
| 2019 | Nigeria Achievers Awards | Mejor protagonista masculino del año (Inglés) | Nom       |
| 2019 | South South Achievers Awards (SSA) (enlace roto disponible en Internet Archive; véase el historial, la primera versión y la última). | Actor del año                                 | Nom       |
| 2018 | South East Entertainment Award | Icono del cine del año                        | Ganador   |
| 2018 | City People Movie Awards | Mejor actor del año (Inglés)                  | Nom       |
| 2015 | Nigerian Entertainment Award | Actor del año                                 | Nom       |
| 2015 | City People Movie Awards | Mejor actor de reparto del año (Inglés)       | Nom       |
| 2014 | City People Movie Awards | Mejor actor nuevo del año (Inglés)            | Nom       |
| 2011 | Best Of Nollywood Awards (BON) | Actor más prometedor                          | Nom       |
| 2020 | South-East Beauty Pageant Organisation                                                                                               | Mejor celebridad política del año             | Ganador   |
| 2019 | City People Movie Awards | Mejor película Igbo del año (Eze ndi Ala)     | Nom       |
| 2018 | The Nigerian MSMEs & Achievers Awards                                                                                                | Personalidad del año en Nollywood             | Ganador   |